# Lara Veronin
Lara Veronin (Monterey Park, 2 de maio de 1988), mais conhecida como Lara Liang (chinês tradicional: 梁心頤, chinês simplificado: 梁心颐, pinyin: Liáng Xīnyí), é uma cantora americana.  É conhecida por ser a vocalista da banda C-pop Nan Quan Mama. O primeiro e o segundo álbum do grupo, Treasure Map e Nan Quan Mama, Version 2, respectivamente, alcançaram ambos a 4ª posição na parada de álbuns da Taiwan.

## Filmografia
| Ano  | Título               | Papel          |
| ---- | -------------------- | -------------- |
| 2006 | Engagement for Love  | Xuan Meng Tiao |
| 2012 | Alice in Wonder City | Nan Die Fei    |